# Indiana Jones og Krystalkraniets Kongerige
Indiana Jones og Krystalkraniets Kongerige (Originaltitel: Indiana Jones and the Kingdom of the Crystal Skull) er den fjerde film om Indiana Jones. Harrison Ford spiller hovedrollen, og Steven Spielberg er filminstruktør. Indspilningen begyndte sommeren 2007, og filmen havde dansk premiere den 22. maj 2008.
Cate Blanchett, Ray Winstone, Karen Allen og John Hurt har roller i filmen. Sean Connery takkede nej til at gentage rollen som Henry Walton Jones, Sr.

## Medvirkende
- Harrison Ford som Indiana Jones
- Karen Allen som Marion Ravenwood
- Cate Blanchett som Irina Spalko
- Shia LeBeouf som Mutt Williams
- Ray Winstone som George "Mac" Hale
- John Hurt som Harold Oxley

## Musik
I filmen, som foregår i 1950'erne, hører Indiana Jones på et tidspunkt radio i bilen, og der præsenteres noget af det allernyeste på musikfronten i form af Hound Dog med Elvis Presley.